# Катедрала у Дубровнику
Катедрала у Дубровнику је посвећена Узнесењу Блажене Дјевице Марије на небо (Велика Госпа). Центар је Дубровачке бискупије. Настала је на месту византијске и романичке катедрале, уништене у великом земљотресу 1667. године. Садашња барокна катедрала грађена је од 1671. до 1713. године.
Према легенди, романичка катедрала из 12. века је грађена новцем енглеског краља Ричарда I Лављег Срца, који је недалеко од Локрума преживео хаварију, после повратка из трећег крсташког рата 1192. године. Као знак захваности, дао је 100.000 дуката, што је тада био јако велики новац. Била је то прва романичка базилика на источном Јадрану и утицала је на црквену архитектуру у читавој регији. Била је необично висока, што се види на сликама Дубровника пре земљотреса 1667. године. У том земљотресу катедрала је била потпуно разорена. Крстионица у близини је преживела, али се више није користила. Улогу катедрале привремено је преузела црква светог Влаха.
Велик допринос у поновној изградњи катедрале је дао свештеник и дипломата Стјепан Градић. Набавио је много новца и нашао је архитекта Андреу Буфалинија из Урбина. Његове нацрте је прихватио 1671. дубровачки Сенат, који је тада тежио штедњи. Катедрала је завршена у барокном стилу 1713. године. Сенат је на фасаду поставио мермерну плочу у захвалност Стјепану Градићу. Отварење катедрале била је велика свечаност.
Ентеријер катедрале је раскошан. Изнад главног олтара налази се слика "Узнесење Маријино" из 16. века, коју је потписао славни италијански сликар Тицијан. Јединствени олтар Светог Ивана Непомука саграђен је од порфирног мермера.
У трезору катедрале чувају се многи златни и сребрни реликвијари, крстови, црквено посуђе и слике италијанских, фламанских и хрватских сликара, међу којима је и слика "Богородица са дететом" из 16. века, настала према делу славног италијанског сликара Рафаела. У трезору је и реликвија главе Светог Влаха (Власија) из 11—12. века, у облику круне византијских царева. Украшена је медаљонима у емајлу и драгим камењем и представља рад дубровачких златара.
У трезору се такође чува и чудотворна Исусова пеленица чији се један део чува у Латеранској базилици.